# در باب حق پنداری دروغ‌گفتن به انگیزه‌های انسان‌دوستانه
«در باب حقِ پنداریِ دروغ‌گفتن به انگیزه‌های انسان‌دوستانه» (آلمانی: Über ein vermeintes Recht aus Menschenliebe zu lügen) مقاله‌ای از ایمانوئل کانت منتشرشده در سال ۱۷۹۷ است که در آن نویسنده دربارهٔ صداقت رادیکال بحث می‌کند.

## ترجمهٔ فارسی
این مقاله را سید حسن اسلامی اردکانی به فارسی ترجمه کرده‌است.